# Tên người Triều Tiên
Tên người Hàn Quốc bao gồm họ và theo sau là tên riêng. Nó được sử dụng cho người Triều Tiên ở cả hai quốc gia CHDCND Triều Tiên và Đại Hàn Dân Quốc. Chỉ có khoảng 250 họ được sử dụng phổ biến, phổ biến nhất là 3 họ: Kim/Gim (김, Hán-Việt: Kim), Ri/I/Lee (리/이, Hán-Việt: Lý) và Park/Bak (박, Hán-Việt: Phác), chiếm một nửa dân số.
Mặc dù tiếng Triều Tiên là ngôn ngữ chắp dính giống tiếng Nhật, tên người Triều Tiên truyền thống thường theo cấu trúc của ngôn ngữ đơn lập giống tiếng Trung và tiếng Việt, bao gồm các âm tiết duy nhất, một phần do pháp luật đặt tên của Triều Tiên năm 1812. Không có tên đệm theo nghĩa phương Tây. Tên nhiều người Hàn Quốc thường gồm Họ + Tên thế hệ + Tên cá nhân, trong khi thực tế này đang giảm ở các thế hệ trẻ. Tên thế hệ được chia sẻ bởi anh chị em ruột ở Triều Tiên, và của tất cả các thành viên của thế hệ cùng của một dòng họ tại Hàn Quốc. Sau khi kết hôn người đàn ông và phụ nữ thường giữ nguyên tên của họ, và con cái mang họ cha.
Họ của người Triều Tiên được chia thành bon-gwan (bản quán, dòng tộc), tức là dòng họ bắt nguồn từ hệ thống truyền thừa được sử dụng trong lịch sử thời kỳ trước. Mỗi gia tộc được xác định bởi một địa điểm cụ thể, và dấu vết nguồn gốc của nó đến một thông thường theo phụ hệ tổ tiên.
Đầu tên dựa trên các ngôn ngữ Triều Tiên đã được ghi lại trong Tam Quốc Triều Tiên thời gian (57 TCN - 668 CN ). Nhưng cùng với việc tiếp thu ngày càng tăng hệ thống chữ viết Trung Quốc, họ của người Triều Tiên đã được dần dần thay thế bằng cách gọi dựa trên chữ Hán. Trong thời gian người Mông Cổ ảnh hưởng, các giai cấp thống trị, bổ sung tên Hàn Quốc của họ với tên Mông Cổ. Ngoài ra, trong thời gian sau thời kỳ cai trị của Nhật Bản trong thế kỷ 20, Hàn Quốc đã buộc phải tiếp thu tên của Nhật Bản.

## Họ người Triều Tiên
| Hangul                        | Hanja | Romaja quốc ngữ | MR            | Cách viết thông dụng | Hán-Việt    | Phiên âm           |
| ----------------------------- | ----- | --------------- | ------------- | -------------------- | ----------- | ------------------ |
| 김                            | 金    | Gim             | Kim           | Kim, Gim             | Kim         | Ghim, Kim          |
| 리 (Triều Tiên) 이 (Hàn Quốc) | 李    | Ri (N) I (S)    | Ri (N) Yi (S) | Lee, Rhee, Yi        | Lý          | Ry, Ly, Y          |
| 박                            | 朴    | Bak             | Pak           | Park, Pak, Bak       | Phác        | Pác, Pắc, Bác, Bắc |
| 최                            | 崔    | Choe            | Ch'oe         | Choi, Choe           | Thôi        | Chuê, Choi, Chơi   |
| 정                            | 鄭 丁 | Jeong           | Chŏng         | Chung, Jeong, Jung   | Trịnh, Đinh | Trâng, Trong       |

Một nửa người Hàn có họ Kim, Lee, Park, hoặc Choi
Kim, Gim, Ghim
Lee, Yi, Rhee, Yie
Park, Pak, Bahk
Choi, Choe
Jung, Jeong, Chung, Cheong

Cả hai dòng đều cùng chỉ tên riêng của một người Triều Tiên là Hong Gil-dong, tên gọi ví dụ điển hình kiểu như Nguyễn Văn A. Dòng trên là phiên bản hangul (chữ cái tiếng Hàn), dòng dưới là phiên bản hanja (Hán tự). Họ Hong được tô màu vàng ở cả hai dòng.

Có khoảng 250 họ được sử dụng ngày nay. Mỗi dòng họ được chia thành một hay nhiều gia tộc (bon-gwan), xác định các gia tộc của các thành phố xuất xứ. Ví dụ, các gia tộc đông dân nhất là Gimhae Kim, đó là, gia tộc Kim từ thành phố Gimhae. gia tộc được chia thành nhiều nữa, hoặc các chi nhánh bắt nguồn từ một tổ tiên chung gần đây nhiều hơn, để cho một nhận dạng đầy đủ tên của gia đình một người sẽ được gia tộc-họ-chi nhánh. Ví dụ, "Kyoung-Joo-Yi (Lee)-SSI" (Kyoung-Joo Lee tộc, hoặc tộc Lee của Kyoung-Joo) và "Yeon-Ahn-Yi-SSI" (Lee Yeon-tộc của Ahn) đang có, một cách kỹ thuật, tên họ khác nhau hoàn toàn, mặc dù cả hai đều là - trong các lĩnh vực nhất của cuộc sống - chỉ đơn giản gọi là Yi (Lee). Điều này cũng có nghĩa là người cùng một gia tộc được coi là của cùng một dòng máu, hôn nhân là việc của một người đàn ông và một phụ nữ cùng của họ và "bon-gwan" được xem là mạnh mẽ một điều cấm kỵ, bất kể xa các dòng dõi thực tế có thể được, thậm chí cho đến ngày nay.
Phụ nữ Hàn Quốc sau khi kết hôn vẫn được giữ phần họ giống phụ nữ Trung Hoa và phụ nữ Việt, còn con cái lấy họ của bố.